# Pavelló de Suècia
El Pavelló de Suècia és un edifici del municipi de Berga protegit com a bé cultural d'interès local. Es tracta de la reconstrucció del pavelló de Suècia originalment construït per a l'Exposició Internacional de Barcelona de 1929.

## Descripció
És un edifici en forma de caixa de fusta en el qual la continuïtat dels plans de les façanes només queda trencada per les obertures quadrades del centre. La coberta és lleugerament inclinada i descansa sobre una estructura metàl·lica. L'acompanya un element molt singular: una torre piramidal contigua de base triangular, coronada per tres cercles de fusta sobreposats que s'havia utilitzat com a far. Té una superfície de 1275 m2 que es distribueixen en tres espais: arxiu comarcal, centre cultural amb sala d'actes i zona de serveis. L'estructura actual ha incorporat un semisoterrani per guanyar més espai a l'arxiu.

## Història
Fou dissenyat per l'arquitecte suec Peder Clason, d'estil neoplasticista, que incloïa una gran torre denominada "Funkis", abreviatura de funcionalisme en suec.

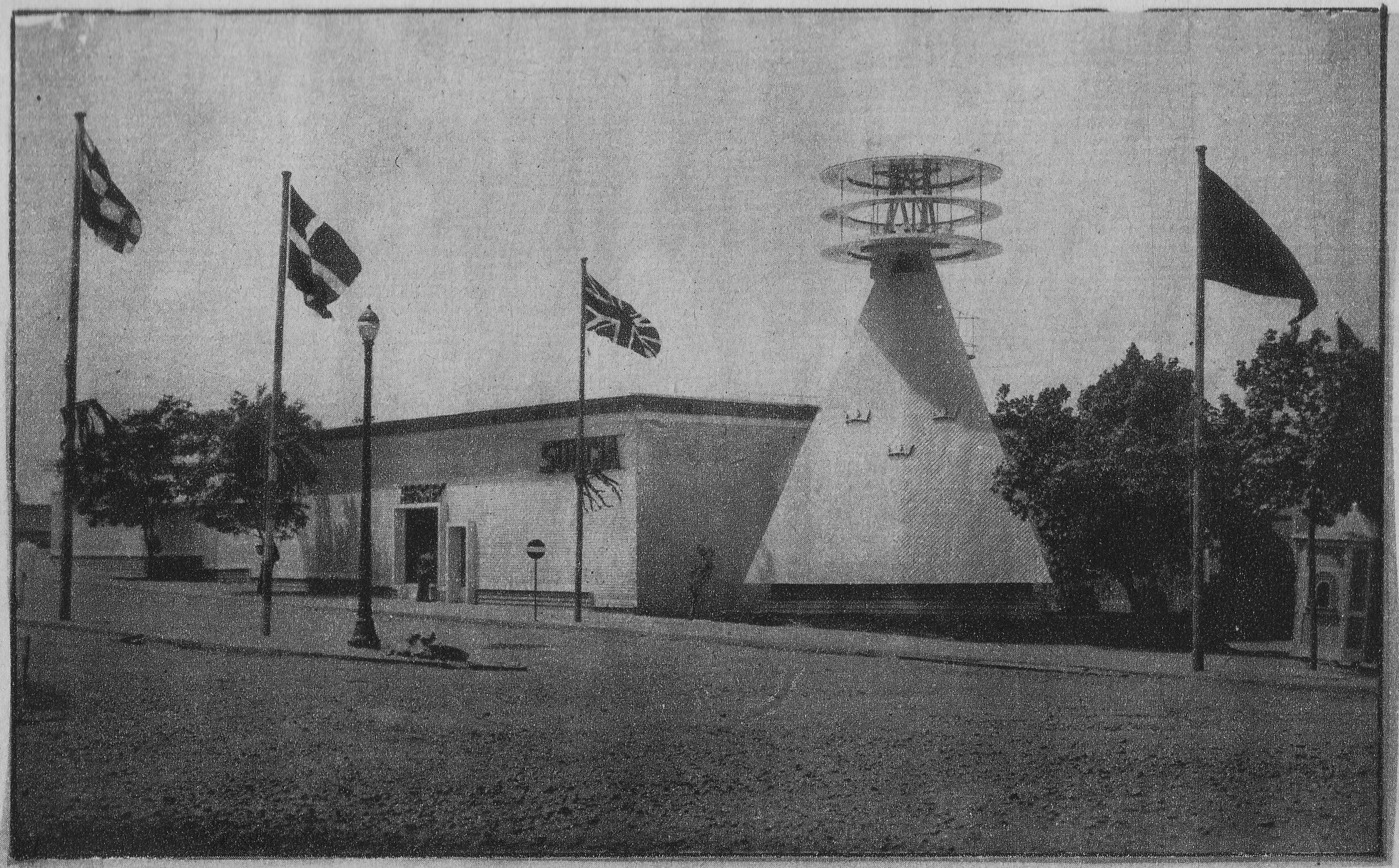
Pavello de Suecia a l'Exposició de Barcelona del 1929

Va ser construït l'any 1928 a la localitat d'Örbyhus (Suècia) i traslladat en vaixell, en peces, a la ciutat de Barcelona, per a l'Exposició Internacional de Barcelona l'any 1929, on era un dels pavellons més grans. En origen era un espai expositiu pensat per mostrar els treballs en fusta dels artistes i artesans d'aquest país. Estava situat en una zona de Montjuïc a Barcelona.
Un cop acabada l'Exposició Internacional, Suècia donà el seu Pavelló a la Ciutat de Barcelona amb la condició que fos dedicat a una finalitat social o educativa. El 1932 l'Ajuntament de Barcelona va decidir que el pavelló es convertís en una escola d'alta muntanya per nenes amb necessitats socials i l'oferí a concurs. Aquest va obrir un concurs públic pels ajuntaments catalans situats a més de cinc-cents metres d'altura sobre el mar, amb la intenció de crear l'escola citada, s'hi van presentar 17 poblacions. La ciutat de Berga presentà el projecte Colònia Escolar Permanent amb el qual guanyà aquest pavelló.
Va ser desmuntat i traslladat a Berga, a la nova ubicació al Pla de l'Alemany, va ser inaugurat el 18 de juny de 1933 per Lluís Companys, president de la Generalitat de Catalunya, i va fer funció de colònia escolar permanent.
L'any 1939, després de la Guerra Civil Espanyola, s'inicià el període de dictadura del general Franco, la qual cosa significà el tancament de totes les escoles catalanes i, conseqüentment, la de Berga. Aquest Pavelló passà a formar part de les dependències de la Caserna Militar de Berga, que corresponia al Batallón Cataluña IV. Hi ha controvèrsia sobre quin va ser l'ús donat a l'edifici, oficialment l'edifici es dedicà a estable fins a l'any 1961 en que fou desmantellat. Hi ha una altra versió, el pavelló va ser habilitat com a magatzem on guardaven diferents utensilis militars, aparells de retransmissió que utilitzaven quan pujaven a la muntanya, equips d'hivern, esquí. Fora d'aquesta utilitat de magatzem, a l'aula central del Pavelló es va condicionar un bar per als oficials, saló de recreació amb taules de tennis de taula, jocs de cartes,etc; en aquest cas, l'edifici va ser directament espoliat i tota la fusta extreta, i traslladada amb tren.
L'any 1979, després de la mort del general Franco, el primer ajuntament democràtic de la ciutat de Berga es proposà reconstruir el Pavelló quan l'àrea on havia estat ubicada la caserna recuperés el seu ús civil, cosa que va succeir el 1995, quan deixà d'existir la caserna de Berga i el Ministeri de Defensa d'Espanya va retornar al municipi tot aquest espai urbà per a usos civils.
El 1997, l'ajuntament de la ciutat encarregà a la Generalitat un projecte de reconstrucció del Pavelló respectant els plànols originals i alterant-ne solament la distribució interior. El projecte fou elaborat per l'arquitecte Gerardo García-Ventosa i amb la corresponent autorització per part del govern suec. Finalment, el 1998 s'acordà i es finançà per part de diverses institucions, la construcció del nou pavelló, que s'inaugurà el 13 de gener de 2001.
La torre, per la seva part, fou reconstruïda i inaugurada el 6 de setembre de l'any 2008. És un element d'estructura piramidal i base triangular rematat per tres anelles superposades. En els costats de la piràmide hi havien les tres corones característiques de l'escut suec.
Està situat al número 2 del carrer Colònia Escolar Permanent de Berga.

## Ús actual
Conté:
- l'Arxiu Comarcal del Berguedà.
- L'entitat "Casal d'Europa del Berguedà".
- i una sala de conferències i exposicions, amb una capacitat de 200 persones.